# Thalpophila vitalba
Thalpophila vitalba är en fjärilsart som beskrevs av Freyer 1834. Thalpophila vitalba ingår i släktet Thalpophila och familjen nattflyn. Inga underarter finns listade i Catalogue of Life.